# 腺相关病毒
腺相关病毒（Adeno-associated viruses，常缩写为AAV），是一种隶属细小病毒科依赖性细小病毒属、能够感染人类以及其他部分灵长类动物的病毒。腺相关病毒直径约20纳米、无被膜，无法自主完成复制，全基因组长约4.8千碱基对（kb）。
尚无已知的疾病与腺相关病毒有关。腺相关病毒一般只能引发轻度的免疫反应。加之腺相关病毒须在其他病毒同时感染宿主的前提下才能复制，使研究者认为腺相关病毒适合用于改造用作人基因治疗的载体，以及体外等基因人类疾病模型的构建。由腺病毒改造而成的基因治疗载体能够同时感染分裂中和分裂不活跃的细胞，并将载体DNA以一种不整合入染色体的方式导入到细胞中（不过在自然条件下，也有腺相关病毒携带的DNA在感染后插入染色体的报导）。目前，一部分使用腺相关病毒的基因治疗临床试验已取得正面的结果。

## 研究历史

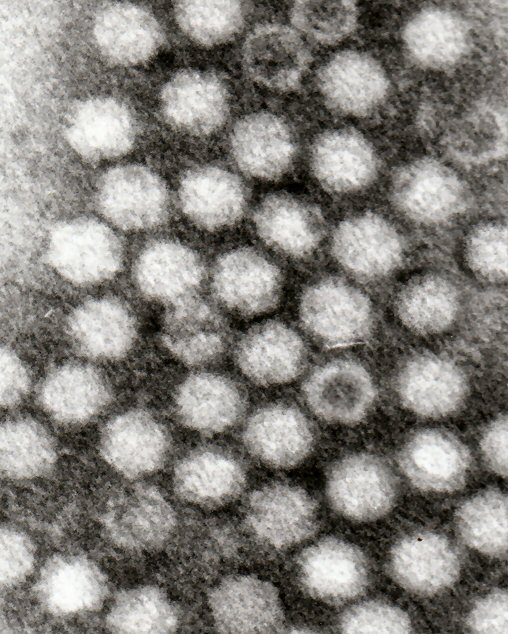
显微镜下的腺相关病毒

腺相关病毒最初被认为是腺病毒制备过程中混入的污染物之一。20世纪60年代，匹兹堡大学的鲍勃·艾奇逊（Bob Atchison）与美国国立卫生研究院的华莱士·罗实验室的工作最初确定腺相关病毒是一种依赖性细小病毒。后来的血清学研究表明，腺相关病毒不能造成任何已知的人类疾病，且只能在腺病毒、疱疹病毒等辅助病毒存在的前提下才能感染人类。

## 複製周期

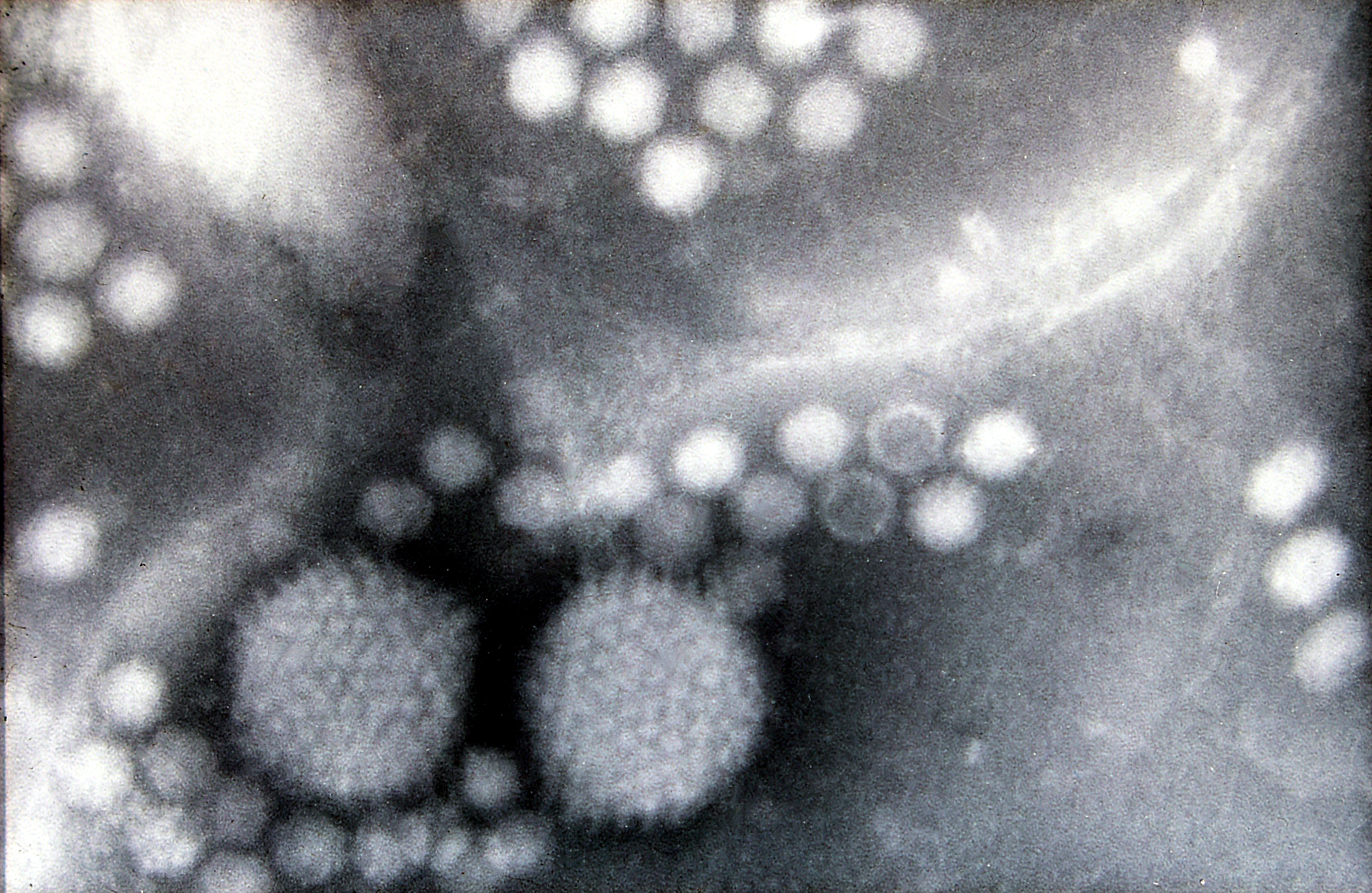
兩個腺病毒顆粒周圍被許多腺相关病毒顆粒環繞

绝大部分情况下，腺相关病毒需要辅助病毒的存在才能完成完整的生命周期。腺相关病毒在感染细胞后，需要辅助病毒的帮助（例如，腺相关病毒的辅助病毒疱疹病毒能为其提供DNA聚合酶和解旋酶以及一些对腺相关病毒转录的早期启动必要的蛋白）才能进入裂解期，进行病毒复制。在没有辅助病毒的前提下，腺相关病毒基因的表达将会受限，一部分腺相关病毒DNA会在这种情况下插入至人19号染色体q13.4区域，即AAVS1位点。

## 基因组

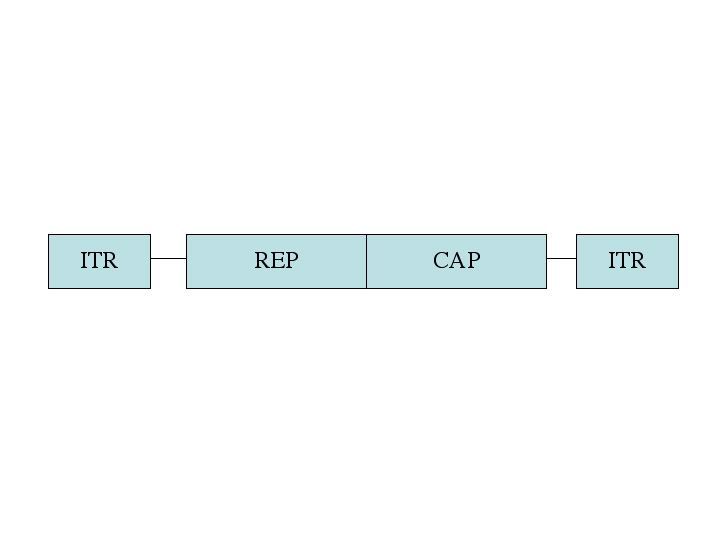
腺相关病毒的基因组示意图：腺相关病毒基因组的两端是一对反向重复序列（ITR），中间存在两个开放读框（ORF）rep与cap

腺相关病毒的基因组由一条长约4.8千碱基对（kb）的正义或反义单链DNA构成，其两端是序列对称的反向重复序列（ITR），对腺相关病毒的复制、衣壳化、以及插入宿主染色体的过程有重要作用
，中間則有rep與cap兩個开放读框，前者包括四個序列相互重疊的基因，編碼Rep78、Rep68、Rep52與Rep40等四種參與病毒基因複製的蛋白；後者包括三個序列重疊的基因，編碼VP1、VP2與VP3等三種組成病毒衣殼的蛋白。腺相关病毒本身不編碼DNA聚合酶，僅仰賴宿主細胞或輔助病毒的DNA聚合酶合成自己的基因組。

### 反向重复序列
腺相关病毒基因組兩端的反向重复序列（ITR）序列对称，长145碱基，可各自形成一莖環結構，使病毒利用其3'活性端開始DNA複製，無需由引物酶合成引物即可複製自身的DNA，形成相互連結的雙股DNA中間產物，再以缺口酶將兩股DNA切開。除DNA複製外，反向重複序列也參與病毒插入宿主DNA的過程，且為病毒顆粒正常組裝所需。

### rep基因
腺相关病毒基因组中上游的rep读框可由左側的p5或p19兩個启动子開始轉錄，產生長度不一的两种RNA，这两种RNA中皆含有一个内含子，可能在轉錄後被切除，依使用啟動子的不同與內含子被切除與否，rep基因可轉錄出四種mRNA，進而產生四種蛋白質变体：Rep78、Rep68、Rep52，以及Rep40（Rep后面的数字代表这种蛋白的分子量为多少千道尔顿），前兩者是由p5啟動子轉錄產生，可與反向重複序列形成的莖環結合，參與病毒DNA的複製，後兩者則是由p19啟動子轉錄產生。四種Rep蛋白皆可與ATP結合，且皆具解旋酶活性，它們可抑制自身的啟動子（p5和p19）轉錄，並可活化轉錄cap基因蛋白的p40啟動子。

### cap基因
cap基因位於rep基因的下游，p40启动子可調控其轉錄，產生序列重疊的VP1、VP2、VP3與AAP（組裝活化蛋白）四種蛋白，VP1、VP2與VP3的大小分別為87、72與62千道尔顿，可以1:1:10的比例組成腺相关病毒二十面體的衣殼，AAP亦為衣殼組裝所需的蛋白。cap基因轉錄出的RNA可能將一段較長的內含子或一段較短的內含子切除，分別形成長2.3kb或長2.6kb的mRNA，其中長內含子被切除的情況較為常見，因此2.3kb的mRNA為大宗，可轉譯產生VP3蛋白，但其起始密碼子（AUG）上游有一個ACG密碼子周邊亦形成可起始轉譯的Kozak序列，少數核糖體會自此開始轉譯，產生比VP3蛋白多出一N端延伸區域的VP2蛋白；而切除短內含子的2.6kb的mRNA則會轉譯產生VP1蛋白，也比VP3多了一N端延伸區。
由於2.3mRNA的數量較多，且其上游ACG密碼子啟動轉譯的能力比正常的起始密碼子弱，三種衣殼蛋白中VP3被轉譯生成的量遠多於VP1與VP2，與其在衣殼中的組成比例相符。有研究顯示VP1蛋白的N端延伸區有磷脂酶A2活性，可能有助於病毒自細胞釋出，因而為病毒複製週期所需，相較之下VP2可能並非病毒組裝必須的蛋白。

## 分類
腺相关病毒在人類與其他靈長類中相當普遍，目前已知有11個血清型，其中AAV-2、AAV-3、AAV-5與AAV-6為自人類細胞發現，AAV-1、AAV-4與AAV-7至AAV-11為自其他靈長類細胞發現，其中對AAV-2的研究最多，此血清型可能使用硫酸肝素蛋白多醣（HSPG）、aVβ5整合素與成纖維細胞生長因子受體1（FGFR-1）為受體感染細胞，其中前者為主要受體，後兩者為輔受體，可協助病毒以受質媒介內吞作用進入細胞，但學界對此尚有爭議。
2013年起，國際病毒分類委員會（ICTV）將腺相关病毒分為A型與B型兩個物種，前者包含AAV-1、AAV-2、AAV-3與AAV-4，後者即AAV-5。
為提升在腺相关病毒在臨床與研究中作為載體的效率，研究人員研發了許多腺相关病毒的人工變型，以提升基因表現、適應不同的目標組織並使其更易逃避免疫系統的攻擊，例如AAV-2的基因組與AAV-5的衣殼蛋白基因融合組成的AAV-2/5，以及由8型AAV序列融合組成的AAV-DJ 等。

## 用于基因治疗
腺相关病毒因毒性低、不能自主复制、不致病，且较少整合到宿主基因组中，因而被认为是一种较为理想的基因治疗载体。将腺相关病毒改造为基因治疗载体的具体操作方法是腺相关病毒基因组上的rep与cap区域替换为目的基因。腺相关病毒载体导入人体后，不分裂的细胞能够一直保持输入的目的基因片段，而持续分裂细胞则会逐渐随细胞分裂丢失经由腺相关病毒导入的基因片段，因此腺相关病毒疗法不太适合以持续分裂的细胞（如干细胞）作为靶标。
腺相关病毒作为基因治疗载体存在一些缺点。首先是容量低，最多只能容纳4.5kb的插入片段，无法容纳DMD等较长的人类基因。其次，输入的腺相关病毒载体可能被体内存在的针对天然腺相关病毒的抗体中和。此外，腺相关病毒也存在整合入宿主基因组的情况。
過去認為將腺相关病毒用於基因治療時，反向重复序列是病毒基因組中唯一需與轉入的基因順式（in cis）組裝的元件，cap與rep蛋白皆可反式（in trans）導入，但有新研究結果顯示rep基因編碼區域中有一稱為順式rep依賴型元件（cis-acting Rep-dependent element，簡稱CARE）的序列與轉入的基因順式組裝時也可促進病毒的複製與組裝。
根据2019年的数据，全球范围内共有超过250件使用腺相关病毒载体技术的临床试验，占基于病毒载体的基因治疗临床试验总数的8.3%。